# Église Saint-Gilles de Bourg-la-Reine
L’église Saint-Gilles de Bourg-la-Reine est d'une part l'un des éléments principaux du patrimoine de la commune de Bourg-la-Reine, en région Île-de-France et d'autre part le lieu de culte catholique de la paroisse Saint-Gilles de Bourg-la-Reine, l'une des 78 paroisses des Hauts-de-Seine.

## Première église

### Historique
L'édifice fut construit en 1152 par les religieuses de l'abbaye de Montmartre, à proximité du ru de Fontenay, à l'angle de la Grande-Rue et de la rue de la Bièvre, du côté gauche en venant de Paris, et en regardant vers l'actuel cimetière, en direction de la Bièvre. Peu de documents la concernant ont été conservés, sinon aux archives historiques de l'archidiocèse de Paris, au musée du Domaine départemental de Sceaux et autres qui ont permis à partir de plans, de gravures anciennes et de devis d'artisans en vue de travaux de restauration, à quelques chercheurs dont Régis Singer de concevoir une maquette, réalisée par Jean-Pierre Franc, ainsi que celle de l'actuelle église.
Elle fut abandonnée sous la Révolution, et n'étant pas entretenue, elle a subi les infiltrations des eaux de la Bièvre et du ru de Fontenay qui ont salpêtré ses fondations. Vers les années 1820, le bâtiment menace ruine et, le 6 février 1833, le Conseil municipal opte pour sa fermeture, tandis que le 18 mai de la même année, il décide de construire une nouvelle église à l’emplacement actuel. La première église est démolie en 1836 et les débris ne furent enlevés qu'en 1943. Un chapiteau et une demi colonne furent conservés et se trouvent sur l'actuelle place Condorcet. Une cloche de cet édifice fut conservée et déposée dans la nouvelle église, sur laquelle est inscrit : « L'an 1780, j'ai été bénite par Monsieur Jean Mortier, prestre, chanoine de Saint-Denis du Pas en l'église de Paris et par Madame Marie-Louise de Laval-Montmorency, abbesse de M.M. De de cette paroisse ».
Depuis l'origine, la nomination du curé de cette paroisse appartient au chapitre de la cathédrale Notre-Dame de Paris qui nommait par partition, c'est-à-dire que les bénéfices de Paris ou de la campagne auxquels le chapitre avait droit de nommer étaient divisés en autant de parts (partitions), qu'il y avait de chanoines. À chacune des stalles était attachée une de ces partitions, et si l'occupant avait droit au chapitre, il pouvait présenter le candidat de son choix, et même absent de Paris, il pouvait donner procuration à un confrère. Cette cure était échue à la 39e partition. Une fois nommé par le chapitre, le nouveau curé devait obtenir les pouvoirs de juridiction sur la paroisse en s'adressant à l'archidiacre de Josas qui — au nom de l'évêque de Paris — lui donnait la collation ou bénéfice ecclésiastique. Les vicaires étaient choisis par le curé qui avait également la possibilité de permuter avec un prêtre de son choix soit pour raisons de santé ou convenances personnelles. Après la Révolution, la nomination revient à l'évêque de Paris, ainsi que pour celle du vicaire, toujours en vigueur en cette première partie du XXe siècle.

### Description
Ce premier édifice était une église orientée avec l'entrée à l'ouest, autel à l'est, de plan rectangulaire. On y pénétrait par un porche construit après 1567, de taille démesurée de 8,1 mètres de long, sur 4,9 mètres de large. Il était recouvert d'une toiture en appentis avec des coyaux, qui prolongeait celle du presbytère. Sa largeur extérieure était de 13,4 mètres, il possédait une voûte en berceau avec une porte d'entrée au dessus de laquelle on pouvait lire « Il faut adorer Dieu en esprit et en vérité ». Sur la gauche, dans la première travée se trouvaient les fonts baptismaux, éclairés par un vitrail sur le mur ouest. Cette partie des fonts baptismaux formait une petite chapelle indépendante du bâtiment principal, avec un toit en appentis et mesurait intérieurement trois mètres de côté. Accolé au porche de l'église jusqu'à la première travée sur le côté sud de l'édifice un bâtiment qui fut le presbytère, prolongé le long par un petit enclos ou jardin le long du mur sud de l'édifice jusqu'à hauteur de la travée donnant accès au chœur et se terminant par la sacristie qui allait jusqu'au mur du chevet. Des contreforts et des arcs-boutants maintenaient les murs de la nef centrale dont le pignon s'élevait à 18 mètres.
L'église est formée d'une nef centrale, encadrée de deux nefs latérales formant les bas-côtés. Sa toiture d'origine, avant les restaurations de 1806, était d'un côté recouverte de tuiles et de l'autre d'ardoises. La pente de la toiture était assez importante du fait de la faible largeur de celle-ci. Les chevrons mesuraient six mètres de long.
La longueur totale intérieure de la nef étant de 22,8 mètres sur une largeur de 11,7 mètres, elle était à l'origine divisée par cinq travées, les deux de l'entrée ayant été détruites en 1567 par les Huguenots qui l'incendièrent. Elle ne perdit pas toutefois sa longueur (24,5 mètres) du fait de la construction du porche. La voûte centrale en ogive d'une dimension intérieure de 13,5 mètres reposait d'un côté sur les piliers séparant les bas-côtes de la nef et de l'autre sur des piliers adossés aux murs extérieurs. Les bas-côtés avaient une largeur de 3,4 mètres pour une hauteur de 5,5 mètres et étaient éclairé par des vitraux dans chaque travée, des deux côtés de l'édifice, exception faite à hauteur du chœur sur le côté sud dont le vitrail éclairait la sacristie. Ils étaient recouverts de tuiles et avaient des chevrons de 7 mètres de long, dimensions exigées par l'existence des galeries s'ouvrant dans les combles des bas-côtés.
Dans le bas-côté nord se trouvait une plaque de marbre sur laquelle était gravée l'épitaphe de M. Ferry, avocat. À l'est de ce bas-côté sur la gauche du maître-autel est située la chapelle Saint-Jean, rebaptisé chapelle Saint-Gilles le 31 mai 1818. De l'autre côté du maître-autel se trouvait la chapelle de la Sainte-Vierge.
Le chœur était plat comme beaucoup d'églises des environs. L'église possédait une architecture analogue à celle de l'église Saint-Germain-des-Prés. Le chœur et la nef principale étaient éclairés par un vitrail central avec de chaque côté un vitrail plus petit. Le maître-autel était posé sur une estrade d'une marche aux angles coupés. Quelques curés furent inhumés dans le chœur
Le clocher de section rectangulaire de 5,75 × 4,65 mètres, se retrouvant situé au milieu de l'édifice à la suite de la destruction des deux premières travées, alors qu'il était avant cette destruction au deux tiers du plan de l'édifice, possédait une tourelle extérieure faisant saillie, contenant un escalier à vis par lequel on entrait depuis l'intérieur de l'église. Le clocher culminait à 26 mètres et contenait plusieurs cloches, dont une seule, la Louise-Marie-Madeleine, réalisée en 1780 par le fondeur Louis Gaudiveau, échappa aux fontes révolutionnaires et fut replacée dans la nouvelle église. Le haut du clocher fut reconstruit en 1821, supprimant la flèche et offrant un faîtage plus bas et moins pentu. Il était recouvert d'ardoises.
De l'ancienne église restent les deux piliers visibles de la place Condorcet. Ce sont ceux qui séparaient la première travée de la seconde, et cette dernière de la troisième. Ils sont garnis de chapiteaux sculptés, ornés de motifs de trèfles et font une hauteur de 3 mètres de hauteur pour un diamètre de 59 centimètres, dont une partie se trouve enterrée. Ils supportaient une colonne gothique irrégulière de 4,3 mètres de haut.
La sacristie était une construction indépendante de l'église et flanquée sur son côté méridional, au niveau du chœur, à partir duquel on pénétrait par la nef latérale dans cette pièce de forme rectangulaire de 2,50 mètres de profondeur, et une longueur de 4,50 mètres. Un fenêtre ronde perçait son mur sud. Sa toiture se composait de deux pentes et six pans avec ligne de bris, la première partant du faîtage étant plus douce que la seconde
Le presbytère de cette première église fut construit en partie sur l'emplacement des deux premières travées disparues lors de l'incendie de 1567 et sur une partie des jardins de l'église, s'étendant sur le côté sud de l'édifice, en direction de l'est. Cette demeure, dont le pignon s'élevait à 12 mètres, présentait deux niveaux avec un grenier et mesurait en façade 6,50 mètres et sur une longueur de 15,40 mètres au bord du chemin longeant le ruisseau de Fontenay. Son entrée se faisait sur la place de l'église par une porte à laquelle on accédait en gravissant deux marches. Elle fut détruite en 1943.
Par manque d'entretien, il est indiqué par les autorités le 11 janvier 1701 que les habitants doivent faire des réparations aux voûtes, couverture des bas-côtés du chœur et qu'ils devront être clos à l'alignement de la clôture du chœur.
L'église fut fermée par décret de la Convention, le 24 novembre 1791. Puis elle est rendue au culte. Le 6 mars 1806, le maire de Bourg-la-Reine alerte le sous-préfet sur l'état de délabrement de l'église paroissiale. En réponse, le 26 mars 1806, sur ordre de Nicolas Frochot (1761-1828), préfet de police de la Seine, l'architecte de la Petite-Voirie organise une visite de l'église le 29 mars en compagnie du sous-préfet de Sceaux, du maire de la commune, M. Lavisé, de MM. Saint-Cyr et Galois, marguilliers, de l'abbé Antoine Ducasse, curé. Devant le danger imminent, il fut interdit aux fidèles d'entrer dans l'église. Le 7 mai 1806, le maire demande à M. Gérard architecte son avis sur les réparations à effectuer sur le bâtiment, lequel répond que la couverture du porche est très dégradée, que les chevrons sont pourris, que le plancher des fonts baptismaux est démoli, que la nef collatérale, à droite, a effectué un mouvement ainsi que les piliers en direction du sud, que ce déplacement des éléments risque d'entraîner la chute de la nef centrale et que la couverture des trois nefs est dans un état désastreux. Il affirme cependant que moyennant une somme de 20 000 et 25 000 francs, il pourrait en reconstruire une autre, ce qui serait préférable à des réparations pour un montant de 1 775,89 francs à la suite desquelles il faudrait sans cesse surveiller l'édifice qui resterait d'une sécurité précaire. La commune opta pour des travaux, et le 14 juin 1806, le préfet autorise le maire à convoquer le Conseil municipal en séance extraordinaire pour trouver le financement des travaux. Ceux-ci commencèrent à la fin de l'année jusqu'au début de 1807.
En 1818, de nouvelles réparations des toitures de la sacristie et des bas-côtés sont nécessaires pour une somme de 590,25 francs.
En 1820, le clocher qui penchait vers le sud, en direction de l'église, fut détruit et reconstruit. Des tirants de fer furent posés pour maintenir l'ensemble des murs et un ravalement fut effectué pour une dépense de 3 354,29 francs.
Le 20 octobre 1832, l'édifice menace de s’effondrer, entraînant un arrêté du maire, M. Deroche, le 6 février 1833 décrétant la fermeture immédiate de l'église, et que la messe serait provisoirement célébrée dans la maison de MM. Benoist et Mony sise en bas de la côte. Sa fermeture définitive eut lieu 15 jours plus tard le 21 février.
L'église fut détruite en 1835 et le terrain et les matériaux furent vendus.

## Église actuelle

### Construction
- Un décret du 15 octobre 1834 fixe sa construction sur la place du Champ-de-Mars[12], actuelle place Condorcet, mais l'église sera construite voie du Chemin de Chevilly, actuellement 6, boulevard Carnot, sur un terrain appartenant à M. Barry et Mme veuve Lafontaine. Elle est l'œuvre, entre 1835 et 1837, de l'architecte départemental Auguste Isidore Molinos (1790-1848), fils de Jacques Molinos (1743-1831) également architecte, et membre de l'Institut[12].
- La construction du nouveau presbytère est décidée par le conseil municipal en 1853. Ce presbytère sera agrandi aux frais des paroissiens et réalisé par l'architecte André David[12].
- En 1861, l'architecte Naissant propose des agrandissements qui ne seront pas réalisés.
- Le projet d'agrandissement de l'église de 1837 est adopté le 3 juin 1891 et les travaux s'étendent de 1893 à 1897[12], sous la conduite de l'architecte Charles Barié (1853-1942)[13]. L'église prend sa forme de croix latine avec transept à droite et à gauche, un chœur profond et une double sacristie. Celle de 1837 était rectangulaire de type basilique romaine avec un chœur plat, encadré de deux petites sacristies, et un clocher situé à l'arrière, dans son milieu. Cet ensemble est modifié par l'ajout d'une importante prolongation lui donnant la forme d'une croix latine et un transept allant de gauche à droite et un chœur assez profond, encadré par une double sacristie. Le clocher de 19 m de haut est démonté du centre et reconstruit à l'emplacement actuel en gardant les mêmes proportions et culmine à une altitude de 56,39 m. La longueur totale de l'édifice avec le porche passe ainsi de 28,40 m à 43 mètres. Sa largeur reste la même avec 16,30 m. Sa longueur intérieure passe de 21,80 m à 39 mètres et sa largeur conserve ses 15 m. La hauteur de l'édifice hors-tout de l'église est à 13,50 m. La hauteur de la voûte centrale est de 10,43 m. La largeur des bas-côtés restant la même avec 3,75 m pour une hauteur de 6,32 m. La hauteur des colonnes est de 8,50 m pour un diamètre de 0,65 m.

### Description
Georges Poisson écrit : « L'église est orientée nord-sud et non pas est-ouest comme traditionnellement. On y accède par un portique triangulaire ionique avec quatre colonnes. Elle se compose d'une nef de huit travées, encadrée de bas-côtés et couverte d'un plafond plat à caissons. Des colonnes à chapiteaux ioniques séparent les bas-côtés de la nef, qui est éclairée par des fenêtres hautes. Cette partie originale conçue selon le type basical cher à cette époque Monsieur Hautecœur fait remarquer que les basiliques romaines Sainte-Marie-Majeure, Saint-Paul-hors-les-Murs, étaient restaurées à la même époque, mais il cite l'église de Bourg-la-Reine comme l'exemple du plan basical à transept, alors que ce dernier est postérieur - devait se terminer par un chevet plat creusé d'une abside, qui a été remplacé 60 ans plus tard par le transept actuel, flanqué de pilastre ioniques, et le chœur prolongé d'une abside. Le clocher qui flanque le bras ouest du transept, remonte également à cette dernière époque. »

### Clocher
Ses dimensions qu'il conserva après avoir été démonté en 1897, sont de 4,10 m de côté, sur une hauteur de 19 m. Il a été  restauré en 1984.
Il porte cinq cloches, dont la plus ancienne, Louis-Marie-Madeleine, provient de la première église et date de 1780, et avait pour marraine  Marie-Louise de Montmorency-Laval, dernière abbesse de l'abbaye de Montmartre, guillotinée le 24 juillet 1793 (6 thermidor an II), elle avait 71 ans, elle était paralysée, sourde et aveugle. Elle échappa aux fontes de la Révolution et fut classée à l'inventaire des monuments historiques le 7 décembre 1994. En 1897, est installée la cloche Marie-Élisabeth-Alexandrine. La cloche Emmanuel est installée en 1985 ; Gilles et Leu sont installées en 1995.

### Travaux de restauration

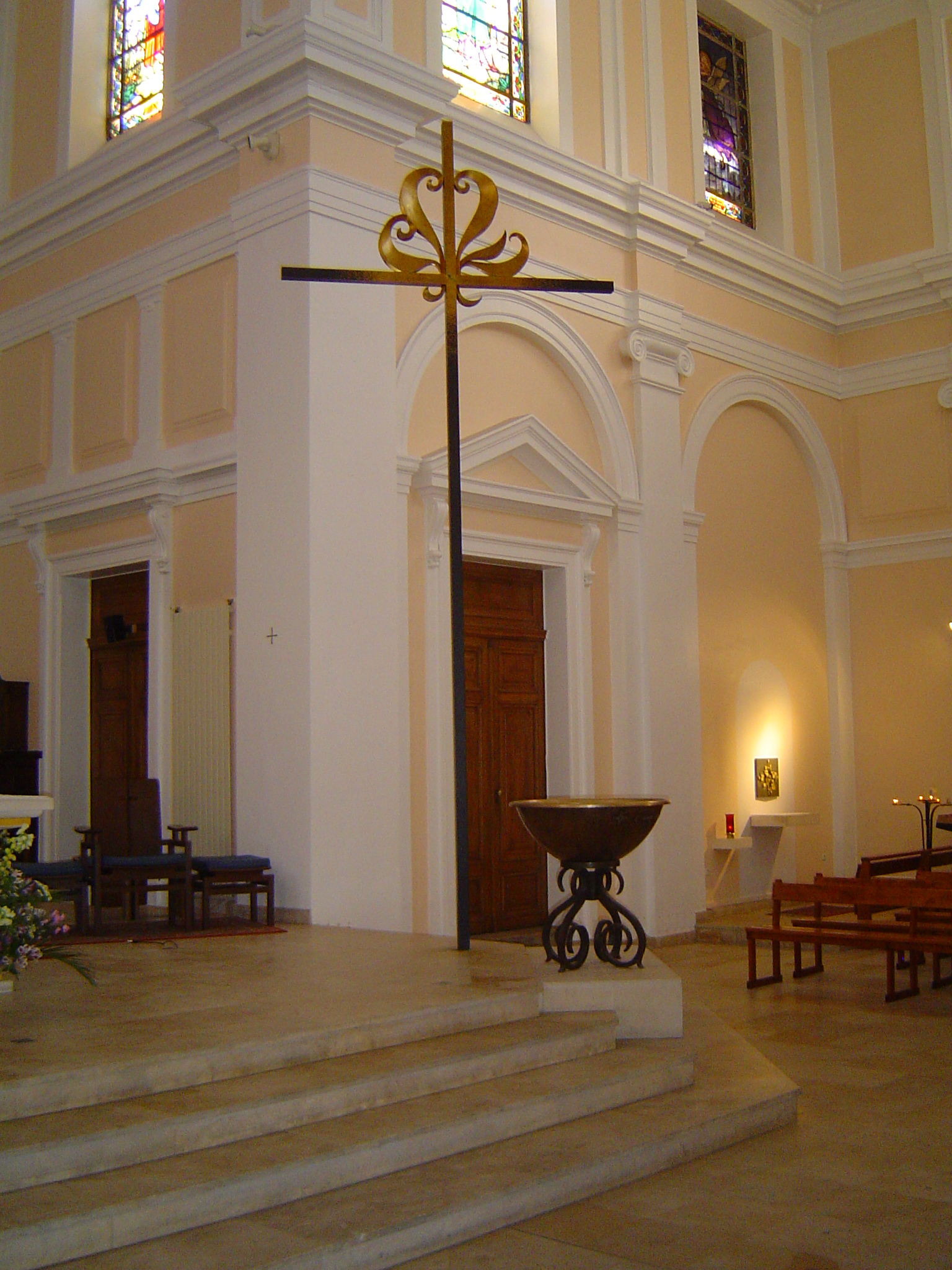
La grande croix du chœur.

En 1924, le plafond de l'église est refait sous la direction de l'architecte J. Frémaux.
Les peintures de l'abside ont disparu lors des ravalements des années 1970-1980, dont une figuration de Dieu le Père, les bras écartés, accueillant ses enfants.
Au début des années 1980, l'intérieur de l'édifice est restauré, d'anciennes statues sont déposées et le chœur est rénové. De nombreux symboles y sont alors ajoutés : vitrail du chœur et vitraux des bas-côtés, couleur bleue (rappelant le ciel) de la voûte à la croisée du chœur, de la nef et du transept, grande croix du chœur. Cette grande croix domine l'assemblée de ses six mètres de haut. Son montant vertical symbolise l'arbre de la mort enraciné dans notre terre qui évoque le supplice du Christ ; plus haut, l'or symbolise le Christ ressuscité ; l'arbre de mort devient ainsi l'arbre de vie ; la sève est le sang versé. L'arbre s'épanouit ensuite en sept volutes, le chiffre parfait qui exprime dans l’Apocalypse de saint Jean la totalité des communautés chrétiennes de toute la terre et de tous les temps. Deux branches s'élèvent particulièrement épanouies en dessinant un cœur : l'amour de Dieu et notre amour pour nos frères.
Le revêtement du sol est ensuite refait et le nouveau baptistère, œuvre des ateliers d'art liturgique Chéret, est inauguré en 1997. Au cours de l'année jubilaire 2000, est installé un nouvel autel en marbre, œuvre de la marbrerie Cauchois et de la Maison Chéret.

### Œuvres d'art

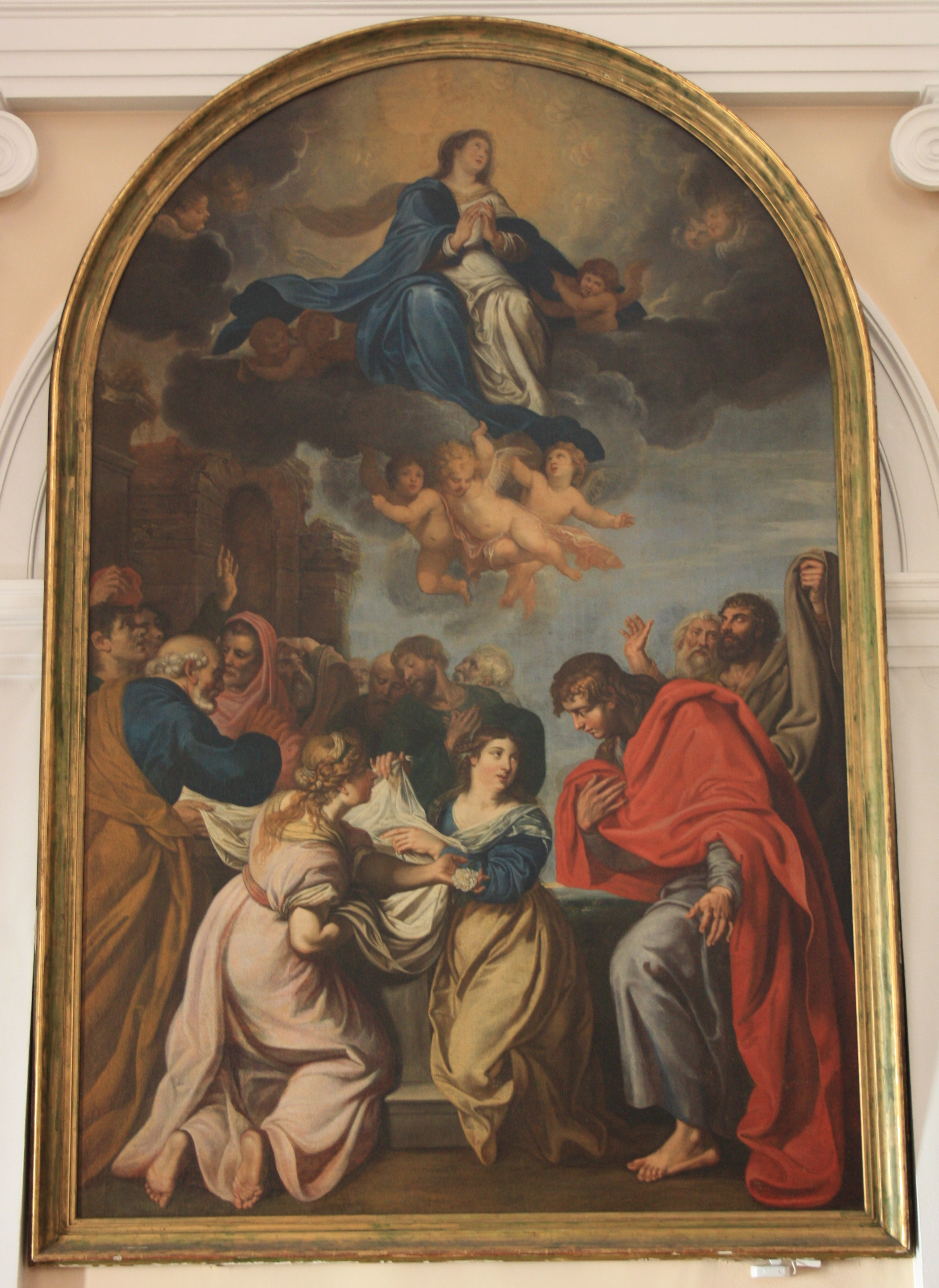
Attribué à Gerard Seghers, Assomption.

Parmi les œuvres que cette église conserve, quelques-unes sont inscrites ou classées à l'inventaire des monuments historiques. Dans l'ordre chronologique :
- Attribuée à Gerard Seghers[19], L'Assomption, vers 1625, huile sur toile, 4,00 × 2,60 cm. Autrefois peut-être sur le retable du maître-autel, aujourd'hui dans le bras nord du transept. Inscrite le 18 mars 1977[20],[21] ;
- Anonyme, L'Assomption, 1652, huile sur toile, 1,40 × 1,25 cm. Donnée en 1652 (ou en 1638 ?) par Guillaume Guillot (inscription sur couvercle du sarcophage, avec armoiries). Inscrite le 4 avril 1907[22]. D'après l’œuvre de  Laurent de La Hyre, 1635, aujourd'hui au Musée du Louvre[23].
- Frère André, Apothéose de Saint-Vincent-de-Paul, 1731-1732, huile sur toile, 3,60 × 2,20 cm. Provient du couvent Saint-Lazare avant la Révolution. Placée autrefois à la tribune d'orgues, aujourd'hui dans le bras sud du transept. Classée le 4 avril 1907 [24];
- Jean Restout, Extase de Saint-Benoît, 1746, huile sur toile, 1,65 × 1,65 cm. Provient également du couvent Saint-Lazare. Placée autrefois dans la sacristie, aujourd'hui dans le collatéral nord. Classée le 4 avril 1907[20] Une autre version se trouve au Musée national de l'abbaye Port-Royal des champs. Le peintre, aux sympathies jansénistes, y place une allusion à la cellule du diacre Pâris.
- Augustine Dallemagne, Christ au Tombeau, 1847, huile sur toile, classée le 21 mai 1991. D'après l’œuvre de Titien conservée au Musée du Louvre;
- Mlle Dupin, La Madone de la Justice, 1847, huile sur toile, 2,25 × 1,35 cm. D'après Bernardo Strozzi;
- Aimée Dumas, La Vierge adorant l'Enfant, 1866, huile sur toile, 1,00 × 0,70 cm. D'après Sassoferrato;
- Adolphe (Georges) Dervaux, Piéta, Salon de 1868, huile sur toile, 1,80 × 2,40 cm, classée le 31 mai 1991[25];
- François Laurin, Vierge à l'Enfant, vers 1870, céramique, 1,30 × 0,90 cm, Édouard Dammouse faïencier de Bourg-la-Reine, inscrite mars 1984[26];
- Amélie Lecointe, Le Baptême du Christ, 1872 ?, huile sur toile, 0,70 × 1,20 cm, commande du département de la Seine en 1872, inscrite le 31 mai 1991. D'après Giannicola di Paolo[27];
- Mlle Dupin, La Vierge au chapelet, 1873, huile sur toile, 1,66 × 1,25 cm. D'après l’œuvre de  Bartolomé Esteban Murillo, au musée de Castres[28];
- Cornélie Louise Revest, La Cène, XIXe, huile sur toile, 1,49 × 2,38 cm, classée le 31 mai 1991. D'après Philippe de Champaigne[29];
- Anonyme, Saint Pierre en méditation, XIXe, huile sur toile, 1,30 × 1,10 cm, inscrite le 31 mai 1991. D'après José de Ribera[30].

### Orgues
L'orgue actuel fut construit en 1978 par le facteur d'orgues Dominique Oberthür, facteur d'orgue à Saintes. L'instrument se prénomme Jean-Noël et fut béni le 6 septembre 1979 et inauguré le 26 octobre 1979. Il est restauré en 2014 pour améliorer sa qualité sonore en affinant les réglages mécaniques et en régulant la pression du vent. Deux nouveaux jeux de tuyaux sont alors ajoutés.
Les organistes successifs sont :
- Abel Decaux (1869-1943), organiste titulaire, se fait remplacer parfois par son ami Déodat de Séverac (1872-1921)[32] ;
- René Bürg (1892-1971), organiste lauréat de la Schola Cantorum de Paris (1920-1923), titulaire des orgues de l'église Saint-Jean-Baptiste de Sceaux, il y fit plusieurs remplacements et répétitions dans les années 1950-1960. Il était également compositeur, violoniste, et pianiste. Avant la Seconde Guerre mondiale, René Bürg jouait à l'église Saint-Dominique de Paris et participa à des concerts d'orgues retransmis à la radio entre 1924 et 1939 à la salle Cavaillé-Coll avenue du Maine. ;
- Régis Singer, depuis 1975, à la retraite le 1er septembre 2016[33] ;
- Philippe Pouly, en fonction depuis 2016[33],[34],[35].

## Lieu de culte

### Bénédiction

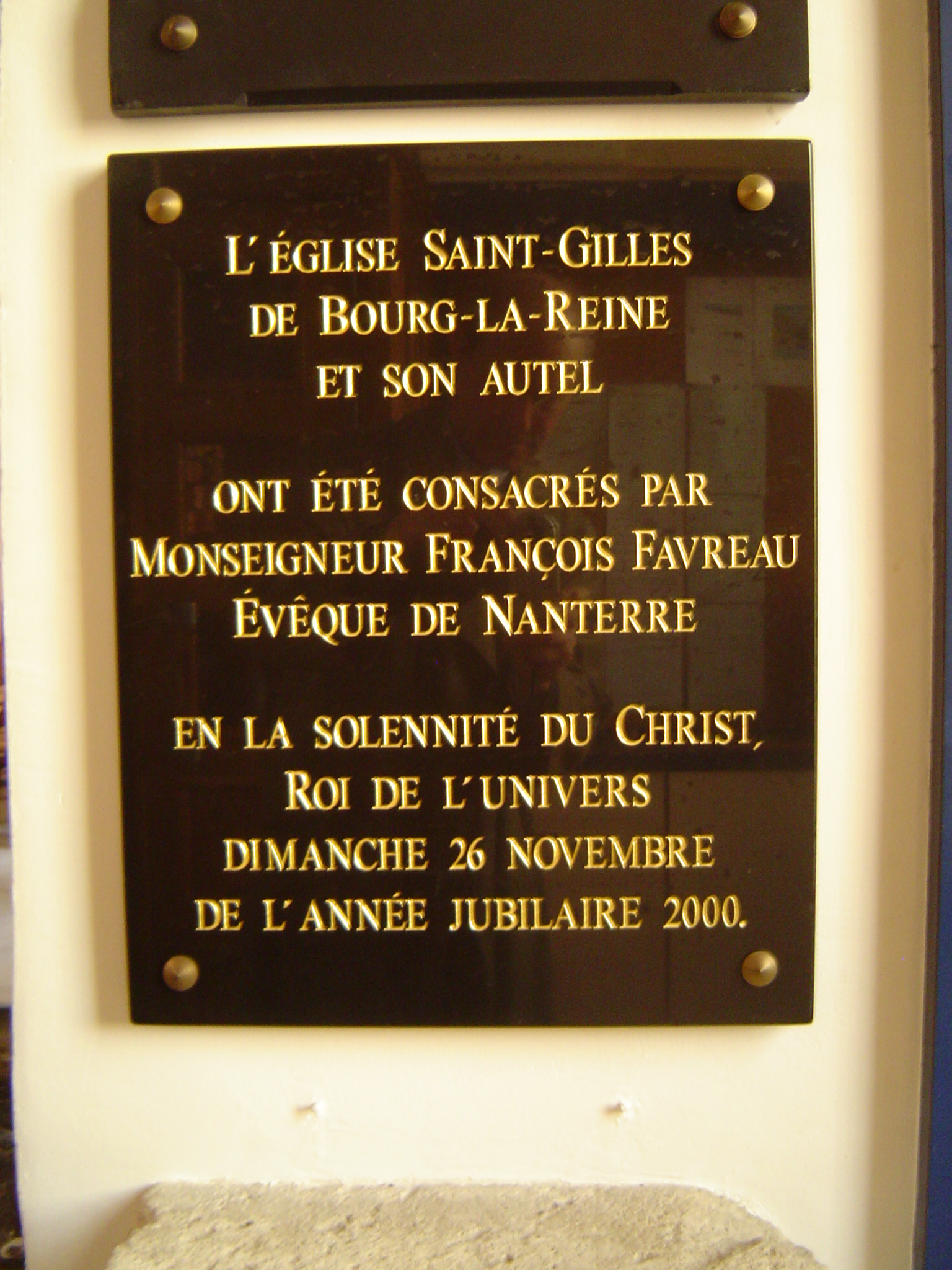
Plaque en souvenir de la consécration de l'église.

La bénédiction a lieu le Jeudi-Saint 23 mars 1837, l'abbé Joseph Duverdier étant curé.
Le 26 novembre 2000, Mgr François Favreau vient consacrer l'église qui n'avait reçue qu'une bénédiction en 1837.

### Paroisse
La paroisse de Bourg-la-Reine existe depuis l'an 1200 lorsqu'elle fut détachée de celle de Bagneux avec la construction de la première église sous le vocable de saint Gilles par les chanoines du chapitre de Notre-Dame de Paris et les religieuses de l'abbaye de Montmartre, vers 1200. Depuis janvier 2010, la commune de Bourg-la-Reine fait partie du doyenné de la Pointe Sud, l'un des neuf doyennés du diocèse de Nanterre.
L'autre paroisse de Bourg-la-Reine est l'église de la Pentecôte de Port-Galand au 2, rue de la Sarrazine.

### Personnalités et événements
- 1663 : Jean de La Fontaine (1621-1695) entre dans l’ancienne église au cours d'un voyage. Il relate cette visite dans la deuxième des six lettres qu’il envoie à sa femme pour raconter ce voyage ; elle est datée du 30 août 1663. La Fontaine et ses compagnons de route avaient fait une première halte à Clamart et ils vinrent attendre à Bourg-la-Reine le carrosse qui devait les conduire au Port-de-Piles, dans l'actuel département de la Vienne, mais l’attente se prolongea, et pour tromper l'ennui il écrivit : « Le dimanche étant arrivé, nous partîmes de grand matin. Madame C. et notre tante nous accompagnèrent jusqu’au Bourg-la-Reine. Nous y attendîmes près de trois heures ; et pour nous désennuyer, ou pour nous ennuyer davantage (je ne sais pas bien lequel je dois dire), nous ouïmes une messe paroissiale. La procession, l’eau bénite, le prône, rien n’y manquait. De bonne fortune pour nous, le curé était ignorant, et ne prêcha point. Dieu voulut enfin que le carrosse passât. »[38].
- 1897 :  Mme Marie-Louise Dagneau, épouse Gosse (1846-1897), mère de cinq enfants, arrive le 4 mai 1897, au Bazar de la Charité rue Jean-Goujon, à Paris avec ses deux dernières filles Angèle Gosse (1877-1897), 20 ans et Zoé Gosse (1879-1897), 18 ans. Son mari, Jean Alphonse Gosse (1828-1909), notaire, était maire de Bourg-la-Reine de 1870 à 1874. Au moment de l’incendie, les deux filles parviennent d’abord à échapper au désastre. Mais en se retournant, elles constatent l'absence de leur mère et retournent dans la fournaise. Elles périssent alors asphyxiées en tentant de la retrouver pour la sauver. C’est sur le corps d’une des jeunes filles qu’on retrouvera son billet de retour à Bourg-la-Reine. Les corps de la mère et de ses filles ont été ramenés 5 mai soir à Bourg-la-Reine et déposés dans l’église où la population n’a cessé d’affluer jusqu’aux obsèques le 7 mai 1897. C’est également ici que le même jour aura lieu les obsèques de Madame Frédéric Dillaye, victime elle aussi de l’incendie du Bazar de la Charité avec sa sœur Madame Edmond Cuvillier et sa nièce Esther Cuvillier, âgée de 4 ans, la plus jeune victime de l’incendie.
- 1911 : pendant son séjour à Bourg-la-Reine, à partir du 15 mai 1911, l'écrivain Léon Bloy (1846-1917) vient chaque matin à la messe dans cette église puis passe au café[39]
- 1913-1914 : Charles Péguy 7 rue André-Theuriet à Bourg-la-Reine[40]

## Pour approfondir